# مارك دنيس
مارك دنيس (بالإنجليزية: Mark Dennis)‏ (2 مايو 1961 في المملكة المتحدة - ) هو لاعب كرة قدم بريطاني في مركزي الظهير والدفاع. شارك مع منتخب إنجلترا تحت 21 سنة لكرة القدم. أما مع النوادي، فقد لعب مع برمنغهام سيتي وكريستال بالاس وكوينز بارك رينجرز ونادي ساوثهامبتون.

## وصلات خارجية
- مارك دنيس على موقع قاعدة بيانات كرة القدم.إي يو (الإنجليزية)